# Ferrovia Tolone-Saint-Raphaël
La ferrovia Tolone-Saint-Raphaël conosciuta in Francia anche come la ligne du littoral varois è una ferrovia a scartamento metrico, oggi dismessa, che collegava Tolone e Saint-Raphaël nel Dipartimento del Varo. Era la più meridionale delle tre linee della rete delle Chemins de fer de Provence.
La linea, lunga 110 km, seguiva il contorno della costa per la maggior parte del suo percorso.

## Storia
La decisione di costruire la linea fu presa nel 1887. Il primo tratto, da Saint-Raphaël a Cogolin di 33 km venne inaugurato il 25 agosto 1889, successivamente arrivò a Hyères (51 km) il 4 agosto 1890.
A causa dell'opposizione della Compagnia Paris-Lyon-Méditerranée (PLM), che temeva la concorrenza con la propria linea Tolone - Hyères, il terminale venne posto a Hyères, 23 km prima di Tolone. Nel luglio 1894 venne attivata una bretella tranviaria di 9 km Cogolin - Saint Tropez che si rivelò fortemente redditizia.
Nel 1905, in seguito ai positivi risultati di esercizio, la linea venne completata fino a Tolone ed inaugurata il 6 agosto dello stesso anno.
La ferrovia, che collegava località importanti del tolonese e di grande rilevanza turistica, richiese presto lavori di potenziamento data la sua costruzione economica all'origine, ma la prima guerra mondiale e la crisi degli anni trenta resero problematica la gestione, che necessitava di sostegno finanziario per il potenziamento, ma lo Stato rifiutò di finanziarne l'elettrificazione; vennero comunque fornite 10 automotrici diesel Brissonneau et Lotz, a partire dal 1935, con consistente successo.
La seconda guerra mondiale fu fatale per la linea; fortemente danneggiata dalle operazioni militari conseguenti allo sbarco del 15 agosto 1944, fu sospesa dall'esercizio nel 1948. Le automotrici continuarono a circolare ancora per un anno in sussidio degli insufficienti autobus sostitutivi. Nel giugno del 1949 il servizio cessò del tutto.. Anche la linea tranviaria subì la stessa sorte..
La linea fu gestita:
- dalla Compagnie des chemins de fer du Sud de la France dall'apertura al 1925
- dalla Compagnie des chemins de fer de Provence fino al 1949.

## Percorso

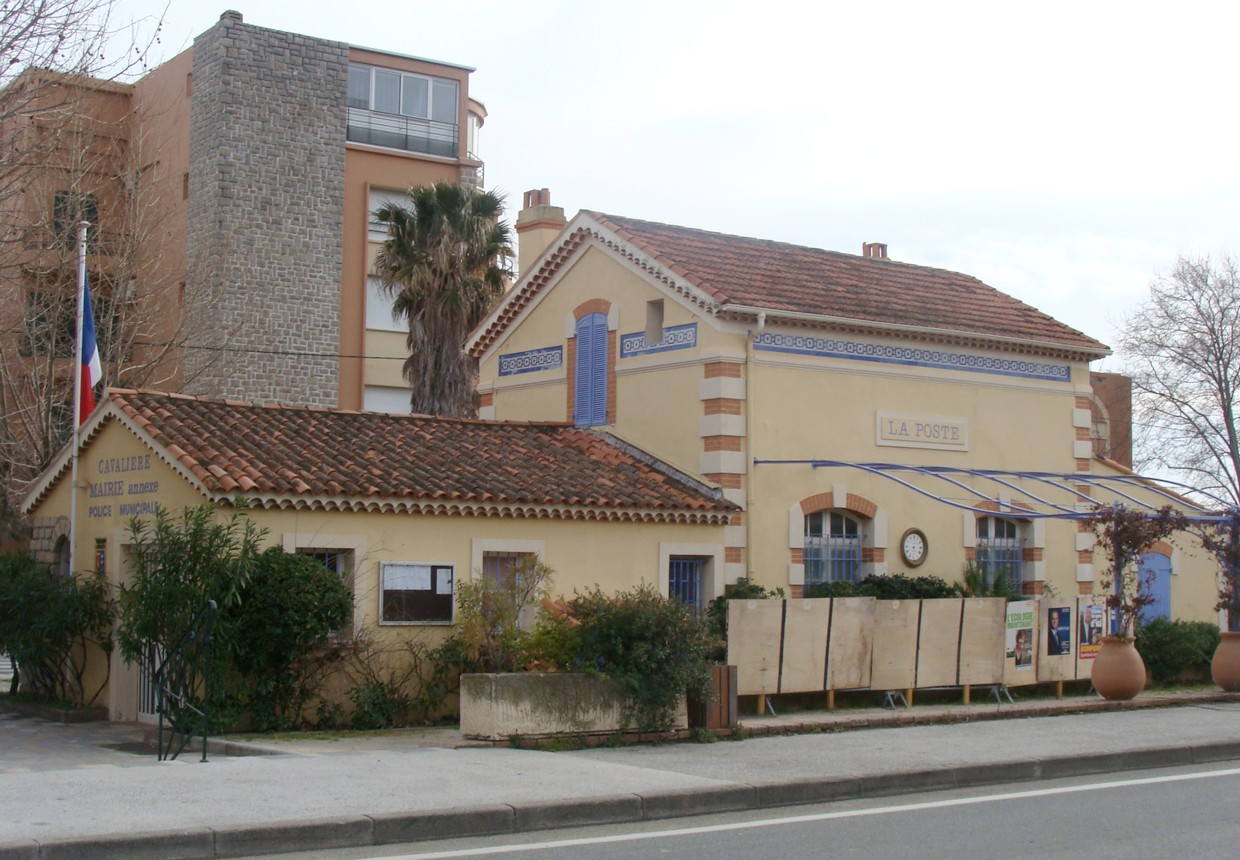
L'antica stazione di Cavalière

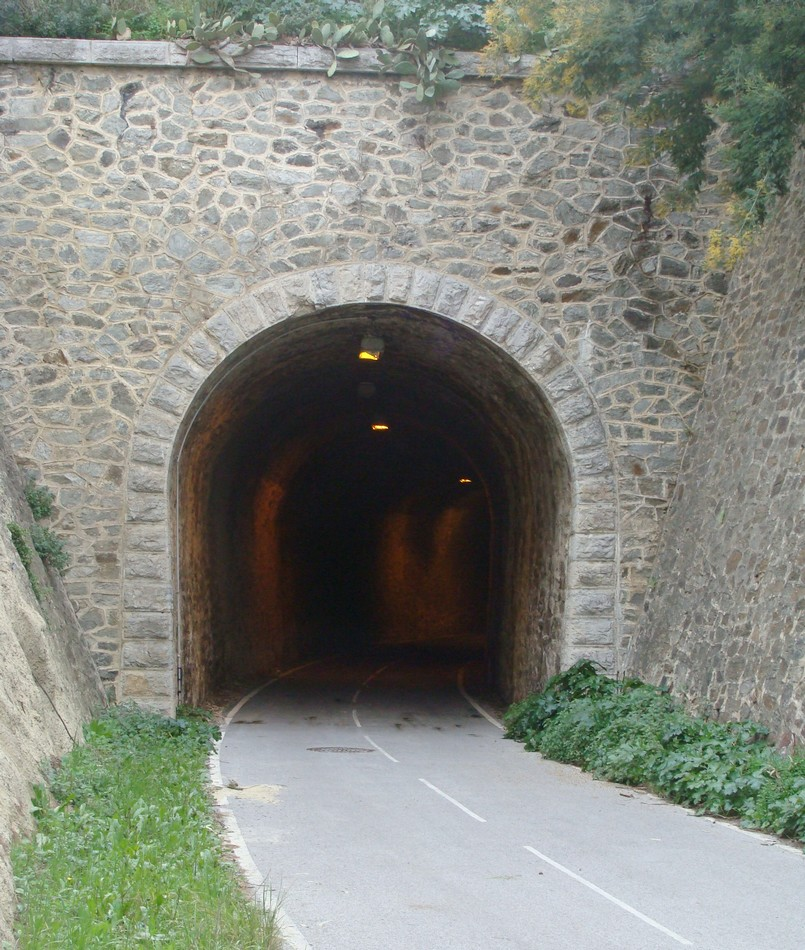
Tunnel Layet riutilizzato per percorso stradale

| Unknown route-map component "uexKBHFa" |

| Unknown route-map component "uexHST" |

| Unknown route-map component "uexHST" |

| Unknown route-map component "uexBUE" |

| Unknown route-map component "uexHST" |

| Unknown route-map component "uexBUE" |

| Unknown route-map component "uexBHF" |

| Unknown route-map component "uexBHF" |

| Unknown route-map component "uexBUE" |

| Unknown route-map component "uexTUNNEL1" |

| Unknown route-map component "uexHST" |

| Unknown route-map component "CONTgq" | Unused waterway under railway bridge | Unknown route-map component "CONTfq" |

| Unknown route-map component "uexBHF" |

| Unknown route-map component "uexhKRZWae" |

| Unknown route-map component "uexBUE" |

| Unknown route-map component "uexBHF" |

| Unknown route-map component "uexCONTgq" | Unknown route-map component "uexABZgr" |  |

| Unknown route-map component "uexBUE" |

| Unknown route-map component "uexhSTRae" |

| Unknown route-map component "uexBUE" |

| Unknown route-map component "uexTUNNEL2" |

| Unknown route-map component "uexhSTRae" |

| Unknown route-map component "uexBUE" |

| Unknown route-map component "uexBHF" |

| Unknown route-map component "uexBUE" |

| Unknown route-map component "uexBHF" |

| Unknown route-map component "uexBUE" |

| Unknown route-map component "uexHST" |

| Unknown route-map component "uexBUE" |

| Unknown route-map component "uexTUNNEL2" |

| Unknown route-map component "uexHST" |

| Unknown route-map component "uexTUNNEL2" |

| Unknown route-map component "uexBHF" |

| Unknown route-map component "uexTUNNEL1" |

| Unknown route-map component "uexHST" |

| Unknown route-map component "uexTUNNEL1" |

| Unknown route-map component "uexHST" |

| Unknown route-map component "uexTUNNEL1" |

| Unknown route-map component "uexhSTRae" |

| Unknown route-map component "uexBHF" |

| Unknown route-map component "uexBUE" |

| Unknown route-map component "uexBUE" |

| Unknown route-map component "uexHST" |

| Unknown route-map component "uexBHF" |

| Unknown route-map component "uexTUNNEL2" |

| Unknown route-map component "uexHST" |

| Unknown route-map component "uexBUE" |

| Unknown route-map component "uexBUE" |

| Unknown route-map component "uexBUE" |

| Unknown route-map component "uexKBHFa" | Unused straight waterway |  |

| Unknown route-map component "uexSTRl" | Unknown route-map component "uexABZg+r" |  |

| Unknown route-map component "uexBHF" |

|  | Unknown route-map component "uexABZgl" | Unknown route-map component "uexSTR+r" |

|  | Unused straight waterway | Unknown route-map component "uexKBHFe" |

| Unknown route-map component "uexhKRZWae" |

| Unknown route-map component "uexHST" |

| Unknown route-map component "uexHST" |

| Unknown route-map component "uexBUE" |

| Unknown route-map component "uexBHF" |

| Unknown route-map component "uexHST" |

| Unknown route-map component "uexBUE" |

| Unknown route-map component "uexBUE" |

| Unknown route-map component "uexHST" |

| Unknown route-map component "uexBHF" |

| Transverse water | Unknown route-map component "uexhKRZWae" | Transverse water |

| Transverse water | Unknown route-map component "uexhKRZWae" | Transverse water |

| Transverse water | Unknown route-map component "uexhKRZWae" | Transverse water |

|  | Unused straight waterway | Continuation backward |

|  | Unknown route-map component "uexBHF" + Unknown route-map component "HUBaq" | Station on track + Unknown route-map component "HUBeq" |

|  | Unknown route-map component "uexKBHFe" + Unknown route-map component "HUBaq" | Station on track + Unknown route-map component "HUBeq" |

|  |  | Continuation forward |

Tratta Saint-Raphaël-Hyères
- Saint-Raphaël
- Fréjus
- Les Issambres
- Sainte-Maxime
- La Foux-(Cogolin-St-Tropez)
- Gassin
- La Croix-Valmer
- Cavalaire
- Cavalière
- Le Lavandou
- Bormes-les-Mimosas
- Hyères

Tratta Hyères-Tolone
- Hyères
- Carqueiranne
- Le Pradet
- Tolone

Tranvia Cogolin-Saint-Tropez
- Cogolin
- La Foux
- Saint-Tropez